# Isodontia guaranitica
Isodontia guaranitica là một loài côn trùng cánh màng trong họ Sphecidae, thuộc chi Isodontia. Loài này được Willink miêu tả khoa học đầu tiên năm 1951.